# Hiroshi Abe
Hiroshi Abe (ca. 1922) was een Japanse soldaat en oorlogsmisdadiger. Als eerste luitenant in het Vijfde Spoorwegregiment van het Japans Keizerlijk Leger tijdens de Tweede Wereldoorlog overzag hij de constructie van de Birmaspoorweg bij Songkurai. Meer dan 600 Britse krijgsgevangenen stierven onder zijn toezicht.
Abe werd veroordeeld tot de dood door ophanging als oorlogsmisdadiger van klasse B/C en gevangengezet in de Changi-gevangenis. In 1947 werd zijn veroordeling omgezet in 15 jaar gevangenschap. In 1957 werd hij vrijgelaten.
Abe toonde berouw voor zijn daden in de Tweede Wereldoorlog:
"De constructie van de spoorweg op zichzelf was een oorlogsmisdaad. Door mijn bijdrage eraan ben ik een oorlogsmisdadiger."
In 1995 getuigde Abe tegen de Japanse overheid in een rechtszaak over compensatie voor Koreanen in Japan tijdens de Tweede Wereldoorlog. "Dit was waarschijnlijk de eerste keer dat een voormalige Japanse officier getuigde in de rechtbank voor de zaak over oorlogsgerelateerde compensatieproblemen."